# 로어노크 익스프레스
| 로어노크 익스프레스 |                                                                                             |
| 콘퍼런스            | 북부 콘퍼런스 (1997년~2003년) 동부 콘퍼런스 (2003년~2004년)                                 |
| 디비전              | 이스트 디비전 (1993년~1997년) 노스이스트 디비전 (1997년~2003년) 서던 디비전 (2003년~2004년) |
| 설립연도            | 1993년                                                                                      |
| 해체연도            | 2004년                                                                                      |
| 역사                | 로어노크 익스프레스 (1993년~2004년)                                                         |
| 경기장              | 로어노크 시빅 센터                                                                          |
| 연고지              | 버지니아주 로어노크                                                                         |
| 상징색              | 검정, 빨강, 하양, 헌터 그린                                                                 |
| 구단주              |                                                                                             |
| 단장                |                                                                                             |
| 감독                |                                                                                             |
| NHL 제휴            |                                                                                             |
| AHL 제휴            |                                                                                             |
| 정규시즌 우승       |                                                                                             |
| 콘퍼런스 우승       |                                                                                             |
| 디비전 우승         | 3 (1998, 1999, 2000)                                                                        |
| 켈리 컵             |                                                                                             |
| 영구 결번           |                                                                                             |

로어노크 익스프레스(Roanoke Express)는 미국 버지니아주 로어노크를 연고지로 하는 1993년부터 2004년까지 ECHL 소속되었던 아이스 하키팀이다.

## 역대 홈경기장
| 경기장              | 사용기간      | 수용인원 | 장소                | 비고 |
| ------------------- | ------------- | -------- | ------------------- | ---- |
| 로어노크 익스프레스 |               |          |                     |      |
| 로어노크 시빅 센터  | 1993년~2004년 | 8,642명  | 버지니아주 로어노크 | 빈칸 |